# Montbellet
Montbellet är en kommun i departementet Saône-et-Loire i regionen Bourgogne-Franche-Comté i östra Frankrike. Kommunen ligger i kantonen Lugny som tillhör arrondissementet Mâcon. År 2022 hade Montbellet 864 invånare.

## Befolkningsutveckling
Antalet invånare i kommunen Montbellet
| Referens: INSEE |